# II edició de la Mostra de València
La II edició de la Mostra de València, coneguda oficialment com a II Mostra de Cinema Mediterrani i Països de Llengües Romàniques, va tenir lloc entre l'1 i el 8 de novembre de 1981 a València sota la direcció de Josep Enric Pons Grau. A les quatre sales del Cine Martí, a l'AEC Xerea i a Valencia-Cinema es van projectar un total de 107 pel·lícules: 19 a la secció oficial, 38 a la secció informativa, 6 en homenatge a Melina Merkuri, 3 de la primera mostra i 43 en homenatge a CIFESA. El pressupost era de 32 milions de pessetes i fou visitat per 32.000 espectadors.
Es va inaugurar al Cine Martí amb un homenatge a l'actriu i política grega Melina Merkuri, qui va arribar acompanyada pel seu marit, el director Jules Dassin, presentada per Juli Leal i Duart.

## Pel·lícules exhibides

### Secció oficial
- Yusuf ile Kenan d'Ömer Kavur [4]
- Aulad el Rih/Les enfants du vent de Brahim Tsaki
- La pell de Liliana Cavani
- Uomini e no de Valentino Orsini
- Quartet de James Ivory
- Deux lions au soleil de Claude Faraldo
- Les Jeux de la comtesse Dolingen de Gratz de Catherine Binet
- Jalea real de Carles Mira
- La batalla del porro de Joan Minguell i Soriano
- O anthropos me to garyfallo de Nikos Tzimas
- Aziza d'Abdellatif Ben Ammar
- Al Fahd de Nabil Maleh
- Samo jednom se ljubi de Rajko Grlić
- Silvestre de João César Monteiro
- Ta'er ala el tariq de Mohamed Khan
- Attilas '74 de Michael Cacoyannis
- Ma'rakat Taqraft de Mahmud Ayad Dreza
- Ibn Sabil de Mohamed Abderrahman Tazi
- La storia vera della signora dalle camelie de Mauro Bolognini

### Secció informativa
- Questa specie d'amore d'Alberto Bevilacqua
- Camera d'albergo de Mario Monicelli
- Il pap'occhio de Renzo Arbore
- La baraonda de Florestano Vancini
- La brace dei Biassoli de Giovanni Fago
- Salto nel vuoto de Marco Bellocchio
- Non c'è pace tra gli ulivi de Giuseppe de Santis
- La Confusion des sentiments d'Étienne Périer
- L'Heure exquise de René Allio
- La Fille prodigue de Jacques Doillon
- Malevil de Christian de Chalonge
- Une semaine de vacances de Bertrand Tavernier
- Dernier Été de Robert Guédiguian
- Marsiho d'A. H. Kocher
- La Tristesse D'un Oeil Bleu de Jorge Amat
- ¡Viva la Pepa! (Mel i mató) de Carles Balagué i Mazón
- Cada ver es d'Ángel García del Val
- La gran travessa de Joaquín Coll Espona
- Te quiero, te quiero, te quiero de Luis Martínez Cortés
- Numax presenta... de Joaquim Jordà i Català
- Parangelia! de Pavlos Tasios
- Ton kairo ton Ellinon de Lakis Papastathis
- O Megalexandros de Theo Angelópulos
- Conversa Acabada de João Botelho
- Sjećaš li se, Dolly Bell d'Emir Kusturica
- Ljubica de Krešo Golik
- Ko to tamo peva de Slobodan Šijan
- Dorotej de Zdravko Velimirović
- Ahl el qema d'Ali Badrakhan
- Entabehou ayouna el sada de Mohamed Abdel Aziz
- Düşman de Zeki Ökten i Yılmaz Güney
- Demiryol de Yavuz Özkan
- 44 ou les récits de la nuit de Moumen Smihi
- Trances d'Ahmed El Maânouni
- Mughamarat batal/Les Aventures d'un héros de Merzak Allouache
- Nahla de Farouk Beloufa
- Al-qannas de Faisal Al-Yassiri
- Mudas Mudanças de Saguenail (Serge Abramovici)

### Homenatge a Melina Merkuri
- Kravgi gynaikon (1978) de Jules Dassin[5]
- Poté tin kyriaki (1960) de Jules Dassin
- Fedra (1962) de Jules Dassin
- I domiki (1974) de Jules Dassin
- Celui qui doit mourir (1957) de Jules Dassin
- Los pianos mecánicos (1965) de Juan Antonio Bardem

### De la primera mostra
- Maledetti vi amerò de Marco Tullio Giordana

### Retrospectiva Cifesa
- Tuvo la culpa Adán de Juan de Orduña[6]
- El clavo de Rafael Gil Álvarez
- Morena Clara de Florián Rey
- La chica del gato de Ramon Quadreny i Orellana
- Eloísa está debajo de un almendro de Rafael Gil Álvarez

## Jurat
Fou nomenat president del jurat Ricard Muñoz Suay i la resta de membres foren Ricardo Abellán, Theo Angelópulos, Lucien Castela, Khaled Bezelya, Amadeu Fabregat, Rosa María Mateo, Pilar Miró, Ricard Blasco i Laguna, Giuseppe de Santis, Manuel Vázquez Montalbán, Josep Micó i Antoni de Senillosa.

## Premis
Les pel·lícules guardonades foren les següents:
- Primer premi: Samo jednom se ljubi de Rajko Grlić[9]
- Premi especial: Quartet de James Ivory
- Tercer premi: desert
- Mencions especials:
  - Uomini e no de Valentino Orsini
  - Les Jeux de la comtesse Dolingen de Gratz de Catherine Binet
  - La batalla del porro de Joan Minguell i Soriano
  - Ma'rakat Taqraft de Mahmud Ayad Dreza
  - Ibn Sabil de Mohamed Abderrahman Tazi
  - La storia vera della signora dalle camelie de Mauro Bolognini
- Menció especial femenina: Isabelle Adjani per la seva actuació a Quartet